# Tetramesa hordei
Tetramesa hordei är en stekelart som först beskrevs av Harris 1830.  Tetramesa hordei ingår i släktet Tetramesa och familjen kragglanssteklar. Inga underarter finns listade i Catalogue of Life.